# Лукания

Лукания, её города и прилегающие регионы

Лукания (греч. Λευκανία) — в древности значительная область в южной Италии или Великой Греции, между Самнием, Кампанией, Бруттием и Апулией. Прекрасные луга способствовали здесь развитию скотоводства, местами попадались хорошие виноградники. Луканы (греч. Λευκανοι, лат. Lucani), населявшие область, пришли сюда в начале V века до н. э. из Самния, однако им пришлось воевать с греками из Южной Италии, прежде чем удалось здесь обосноваться (в 390 году до н. э. после сражения возле реки Лаос).
В 272 году до н. э. вся Лукания была покорена римлянами. Войны в течение всего III века до н. э. и позже, непрерывно тревожившие Луканию, превратили её из богатой, плодородной и населённой страны в бедную и обезлюдевшую область. В настоящее время на территории Лукании расположен административный регион Базиликата.
Лукания — официальное название региона Базиликата в 1799-1820 гг. и в 1932-1947 гг.

## Города
На восточном (ионическом) побережье:
- Метапонт
- Гераклея в устье реки Асирис, тарентская колония, значительный приморский и торговый город, родина живописца Зевксиса
- Фурии или Фурия (др.-греч. Θούριοι), построенный на месте древнего Сибариса.

На западном (тирренском) побережье:
- Буксент (первоначально Пиксос или Пиксент (Πυξοϋς) — обычный пункт переправы на Сицилию
- Элея (лат. Velia) — родина Парменида и Зенона, место зарождения элейской философской школы
- Пестум (первоначально Посейдония (др.-греч. Ποσειδωνια))
- Лаос[англ.] (Λᾶος)

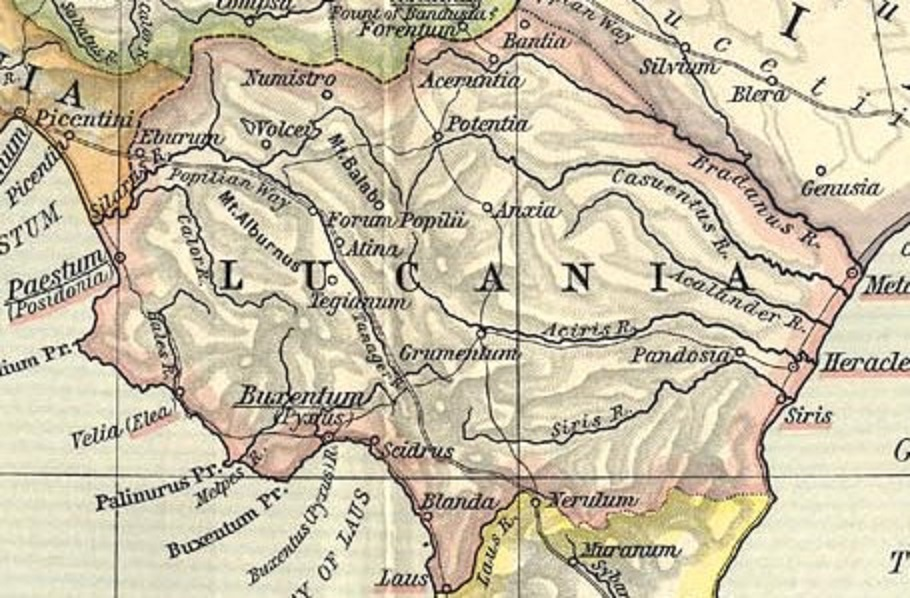
Карта Лукании

Внутри страны: Грумент (современный Грументо-Нова), Форент, Нумистро, Анксия, Бланда, Нерул и другие.